# James Edwin Thorold Rogers
James Edwin Thorold Rogers (23 mars 1823-14 octobre 1890), généralement appelé Thorold Rogers, est un économiste, historien et homme politique libéral britannique, membre de l'École historique anglaise d'économie (en).

## Biographie
Il fait ses études au King's College de Londres et au Magdalen Hall d'Oxford, où il reçoit en 1849 le diplôme de maître en arts. Il est alors ordonné prêtre anglican ; membre de la Haute Église, il devient vicaire de Saint-Paul d'Oxford ; son rapport à la religion changera ensuite du tout au tout puisqu'il renie ses vœux ecclésiastiques en 1870. Parallèlement, il mène une carrière universitaire, d'abord tournée vers la philologie et la philosophie classiques (on lui doit une édition de l'Éthique d'Aristote en 1865), qu'il enseigne à Oxford, puis vers l'économie, abordée de manière historiciste et quantitative, notamment dans son grand œuvre qu'est son History of Agriculture and Prices in England from 1259 to 1793 (1866-1902). Nommé professeur de statistique et de science économique au King's College de Londres en 1859 (poste qu'il conserve jusqu'à sa mort), il cumule ensuite ce poste avec une chaire d'économie politique au All Souls College d'Oxford à partir de 1862 et jusqu'à ce qu'il en soit chassé en 1867 au profit de Bonamy Price (il retrouve néanmoins ce poste en 1888).
Ces préoccupations économiques le rapprochent de l'homme politique radical et libéral Richard Cobden, avec qui il partage, outre la conviction que l'économie doit être une discipline inductive, des préoccupations libre-échangistes et sociales. Ceci le pousse à s'engager en dehors du champ universitaire, d'abord dans le mouvement coopératif (il est président du Co-operative Congress en 1875), puis dans la politique (il est élu de Londres au Parlement pour le parti libéral de 1880 à 1886).